# リン酸アンモニウム
リン酸アンモニウムは、アンモニアのリン酸塩である。化学式は(NH4)3PO4で表される。また広義には、下に示す二つの水素塩を含む。
水素塩
- リン酸水素二アンモニウム（英語 ammonium phosphate dibasic 化学式:(NH4)2HPO4）：化学肥料に広く用いられている。燐安とも呼ばれる。
- リン酸二水素アンモニウム（英語 ammonium dihydrogen phosphate 化学式:NH4H2PO4）：消火器の中でもっとも普及しているタイプである、ABC粉末消火器に用いられている。